# Ballad of the Green Berets
«Баллада о „зелёных беретах“» (англ. Ballad of the Green Berets) — американская патриотическая песня времён Вьетнамской войны, посвящённая Силам специального назначения Армии США, более известным как «зелёные береты».
Авторами песни были писатель Робин Мур и военнослужащий Сил специального назначения штаб-сержант Барри Садлер. Мур к этому времени уже получил известность как автор книги-бестселлера «Зелёные береты». Садлер принимал участие во Вьетнамской войне, где получил ранение. Песня была написана, когда он лежал в госпитале в США, и выпущена в виде сингла в начале 1966 года. Позднее она вошла в выпущенный Садлером альбом «Баллады „зеленых беретов“» (Ballads of the Green Berets).
«Баллада» имела большой коммерческий успех и в течение пяти недель удерживалась на вершине Billboard Hot 100. Она звучала в снятом по книге Мура фильме «Зелёные береты» с Джоном Уэйном в главной роли. Однако для Садлера «Баллада» оказалась единственным хитом. Вскоре он ушёл из музыкальной индустрии и стал писателем.
Успех «Баллады» был достаточно неожиданным, если учесть, что к моменту её появления в США уже шло активное обсуждение целесообразности участия страны во Вьетнамской войне, а также ширилось антивоенное движение. В настоящее время текст песни с небольшими изменениями используется подразделениями специального назначения Нидерландов, Хорватии и ЮАР. Существует шведская версия «Balladen om den blå baskern», посвящённая шведским солдатам в составе миротворческих сил ООН, версия ЮАР «Meroon Beret», а также аргентинская, испанская, немецкая, родезийская, украинская и другие версии.

## Текст 1 куплета
Fighting soldiers from the sky

Fearless men who jump and die

Men who mean just what they say

The brave men of the Green Beret